# La Femme insecte (film)
Pour les articles homonymes, voir La Femme insecte.
Pour plus de détails, voir Fiche technique et Distribution.
La Femme insecte (にっぽん昆虫記, Nippon konchūki) est un film japonais réalisé par Shōhei Imamura, sorti en 1963.

## Synopsis
Le parcours de Tome, une femme, sur une quarantaine d’années. Originaire d’une province rurale du Nord du Japon – Tohoku, elle se rend à Tokyo pour essayer de se sortir de la misère. Elle devient prostituée puis maquerelle, mais, arrêtée par la police, elle revient finalement à sa situation et à son point de départ.

## Fiche technique
- Titre : La Femme insecte
- Titre original : にっぽん昆虫記 (Nippon konchūki?)
- Réalisation : Shōhei Imamura
- Scénario : Shōhei Imamura et Keiji Hasebe
- Photographie : Shinsaku Himeda (en)
- Musique : Toshirō Mayuzumi
- Société de production : Nikkatsu
- Pays de production :  Japon
- Langue originale : japonais
- Format : noir et blanc - 2,35:1 - son mono
- Genre : drame
- Durée : 123 minutes (métrage : dix bobines - 3 366 m[1])
- Date de sortie :
  - Japon : 16 novembre 1963[1]
  - France : 11 octobre 1972[2]

## Distribution
- Emiko Aizawa : Rui
- Masumi Harukawa : Midori
- Sachiko Hidari : Tome Matsuki
- Emiko Higashi : Kane
- Daizaburō Hirata : Kamibayashi
- Seizaburō Kawazu : Karasawa
- Teruko Kishi : Rin
- Tanie Kitabayashi : Madam
- Kazuo Kitamura : Chuji
- Asao Koike : Sawakichi
- Shōichi Kuwayama : amant d'Owagawa En
- Hiroyuki Nagato : Matsunami
- Shōichi Ozawa : Ken
- Sumie Sasaki : En
- Taiji Tonoyama : contremaître
- Shigeru Tsuyuguchi : Honda
- Jitsuko Yoshimura : Nobuko

## Récompenses et distinctions
L'actrice Sachiko Hidari a reçu l'Ours d'argent de la meilleure actrice lors du 14e Festival International du film de Berlin. 

## Autour du film
- Le titre japonais du film est Chronique entomologique du Japon. Le cinéaste observe à la loupe son héroïne guidée par l’instinct de survie et qui est comparée à un insecte.
- Pour construire le personnage de Tome, Imamura a fait un travail d’enquête minutieux — interrogeant entre autres une proxénète — et a bénéficié de l’aide précieuse du scénariste Keiji Hasebe originaire de la région de Tohoku.
- Imamura lie l’histoire de Tome avec celle du pays dans lequel elle habite, introduisant dans le film des images d’archives correspondant à des moments importants de l’Histoire du Japon. Enrique Seknadje écrit à ce propos : « Imamura associe (...) selon les expressions consacrées, la petite histoire et la grande Histoire, et montre leurs interactions. Il évoque l’influence sur Tome d’événements qui la dépassent. Il décrit comment, elle, sert à sa manière et à son niveau sa Patrie. Mais il montre également une femme traversant les tempêtes sans forcément toujours s’intéresser à ce qui l’entoure, sans s’impliquer au-delà de ce qui la concerne directement et personnellement. Les associations qu’effectuent Imamura doivent convaincre que c’est, en fait, aussi, le portrait du Japon que le cinéaste réalise à travers celui qu’il fait de Tome — et pas seulement le portrait de Tome, habitante du Japon. Abandonner la campagne, devenir citadine, fait preuve d’opportunisme, se vendre aux autres en trahissant les siens… Imamura parle bien du Pays du Soleil Levant — notamment celui de l’après-guerre —, de la façon dont il le perçoit »[4].